# Gabriel Henao
Gabriel Henao fue un jesuita español que nació en Valladolid el 20 de julio de 1611 y murió de edad de 92 años el 11 de febrero de 1704. 
En su juventud adquirió bastante reputación como poeta y compuso muchísimos versos de los cuales solo se imprimieron algunos; mas luego entró en la compañía de Jesús y fue profesor de filosofía y de teología en la universidad de Salamanca y rector de la misma. Enseñó la teología positiva por espacio de cincuenta años y es de admirar que a pesar de hallarse en los 90 de su edad, asistía diariamente a la cátedra adquiriendo gran nombradía por sus vastos conocimientos, de modo que aun hoy en día es honrada su memoria. 
Compuso la obra enteramente original titulada: Empyrologia sive philosophia christiana de empyreo cælo duabus partibus, León, 1658. Además de esta filosofía cristiana del cielo empíreo, publicó diversos escritos de escolástica estimados en su tiempo por los teólogos, escritos en latín y cuya colección forma once tomos en folio. El más apreciado es su gran obra sobre las antigüedades de Vizcaya: Averiguaciones de las antigüedades de Cantabria, enderezadas principalmente a descubrir las de Guipuzcoa, Vizcaya y Alava, Salamanca, 1689-91 , dos tomos en folio.